# صورة ذاتية (رافائيل)
البورتريه الذاتي هو بورتريه زيتي صغير مرسوم على خشب الحور من إبداع الفنان الإيطالي في عصر النهضة رافائيل. يُعتقد أنه رُسم بين عامي 1504 و1506 خلال سنواته التكوينية في فلورنسا. يُصوّر العمل الفنان مرتديًا رداءً أسود بسيطًا وقلنسوة،في خلفية بنية عادية يُلقى ظله نحو اليمين. يعكس البورتريه التأثير الواضح لكلٍ من ليوناردو دافنشي والتقاليد الفنية في أوروبا الشمالية. وقد يكون هذا البورتريه غير مكتمل. وقد أكدت التحليلات التقنية،مثل التصوير بالأشعة تحت الحمراء،نسب العمل إلى رافائيل.
كان البورتريه محفوظًا في الأصل في قصر دوجي في أوربينو،ثم نُقل إلى فلورنسا عام 1631،وأصبح لاحقًا جزءًا من مجموعة ليوبولدو دي ميديشي،والتي تُعرض اليوم في معرض أوفيزي. ويُعد هذا البورتريه واحدًا من الأمثلة القليلة المتبقية من أعمال رافائيل في فن البورتريه قبل عام 1508.

## وصف
يُصوّر البورتريه رأس وكتفي رافائيل على خلفية بنية بسيطة، مع انعكاس ظله إلى اليمين. لا يزال ياقة قميص الشخص الظاهر في البورتريه غير مرسومة بالكامل، مما يُظهر طبقة الجِسو التمهيدية وبعض الرسومات التحضيرية أسفل الطلاء. كما يبدو أن الشعر غير مكتمل، إذ لا يتداخل مع الخلفية البنية. وتُشبه تسريحة شعره وملابسه وقلنسوته ما كان يرتديه أحد خدم البلاط في عصر النهضة. يرتدي قبعة داكنة، عُرفت لاحقًا باسم "رافاييلا"، وهي من النوع الذي كان يرتديه الفنانون، بالإضافة إلى رداء داكن، لا يظهر منه سوى جزء صغير من قميص داخلي أبيض. يرتدي ملابس العمل، في إشارة محتملة إلى مهنته كرسام. وجهه متماثل وذو نسب متناسقة، ويظهر عليه تعبير هادئ وبسيط.
أُرسل البورتري إلى فلورنسا في عام 1631، حيث وصف بأنه "صورة رافائيل الذاتية بيده". تشبه تعبيرات رافائيل ومظهره صورته الذاتية في مدرسة أثينا، مما يشير إلى أن الصورة تُظهر الفنان في أوائل العشرينات من عمره.
العمل عبارة عن زيت على خشب الحور ويبلغ ارتفاعه 47.3 سم (18.6 بوصة) وعرضه 34.8 سم (13.7 بوصة).

## السياق التاريخي

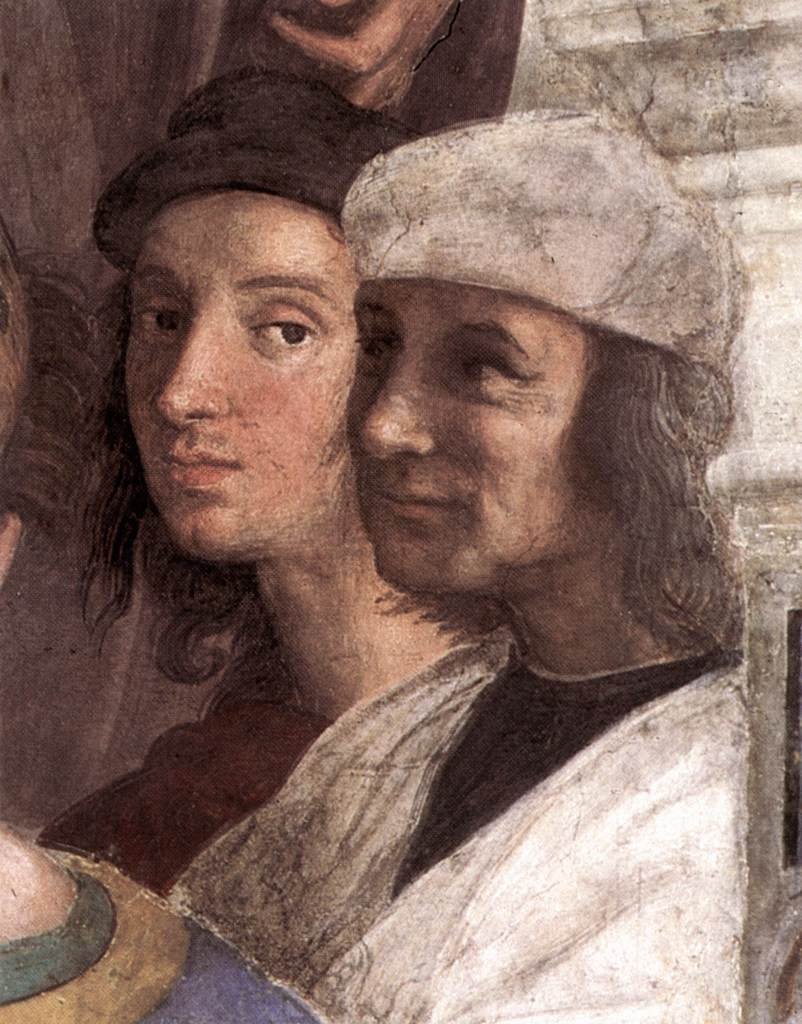
صورة ذاتية لرافائيل، تفصيل من مدرسة أثينا

كانت البورتريهات الذاتية لرافائيل جزءًا مهمًا من أعماله، ولعبت دورًا أساسيًا في تشكيل صورته العامة، مما ساهم في سمعته المرموقة التي نالها. وقد أدرج رافائيل صورته الذاتية في لوحات تحمل مواضيع أخرى، مثل لوحة "مدرسة أثينا" الشهيرة.
تأثّر رافائيل بشكل كبير بأعمال ليوناردو دافنشي، خاصة في استخدامه لتقنيتي التظليل القوي (chiaroscuro) والتدرج الضبابي (sfumato). ومع ذلك، تميز أسلوب رافائيل بلمسته الخاصة، حيث استخدم الخطوط الناعمة والتعابير الهادئة عند تصويره للشخصيات البشرية، مما أضفى طابعًا فريدًا ومميزًا على أعماله.
هذه واحدة من الصور القليلة التي رسمها رافائيل لنفسه والتي بقيت من قبل عام 1508. يشتهر هذا البورتريه بشكل خاص بسبب العدد الكبير من النسخ المرسومة والمصورة والمنقوشة التي أُنتجت لاحقًا استنادًا إليه. وتعود شهرته في المقام الأول إلى شخصية صاحبه، رافائيل، أكثر من كونها بسبب الخصائص الفنية المميزة للعمل نفسه.

## المنشأ وتاريخ المعرض
يُعتقد أن البورتريه الذاتي قد رُسم بين عامي 1504 و1506، خلال السنوات الأولى من مسيرة رافائيل الفنية أثناء عمله في فلورنسا. كان رافائيل شخصية محورية في عصر النهضة العالي في إيطاليا، وهو زمن كانت فيه البورتريهات الذاتية لا تزال نادرة نسبيًا. وقد جاءت هذه اللوحة في الأصل من قصر الدوق في أوربينو، ثم نُقلت إلى فلورنسا عام 1631. خضعت لعدة عمليات ترميم، ويُنظر إليها اليوم على أنها ذات سطح مهترئ أو متآكل بسبب مرور الزمن.

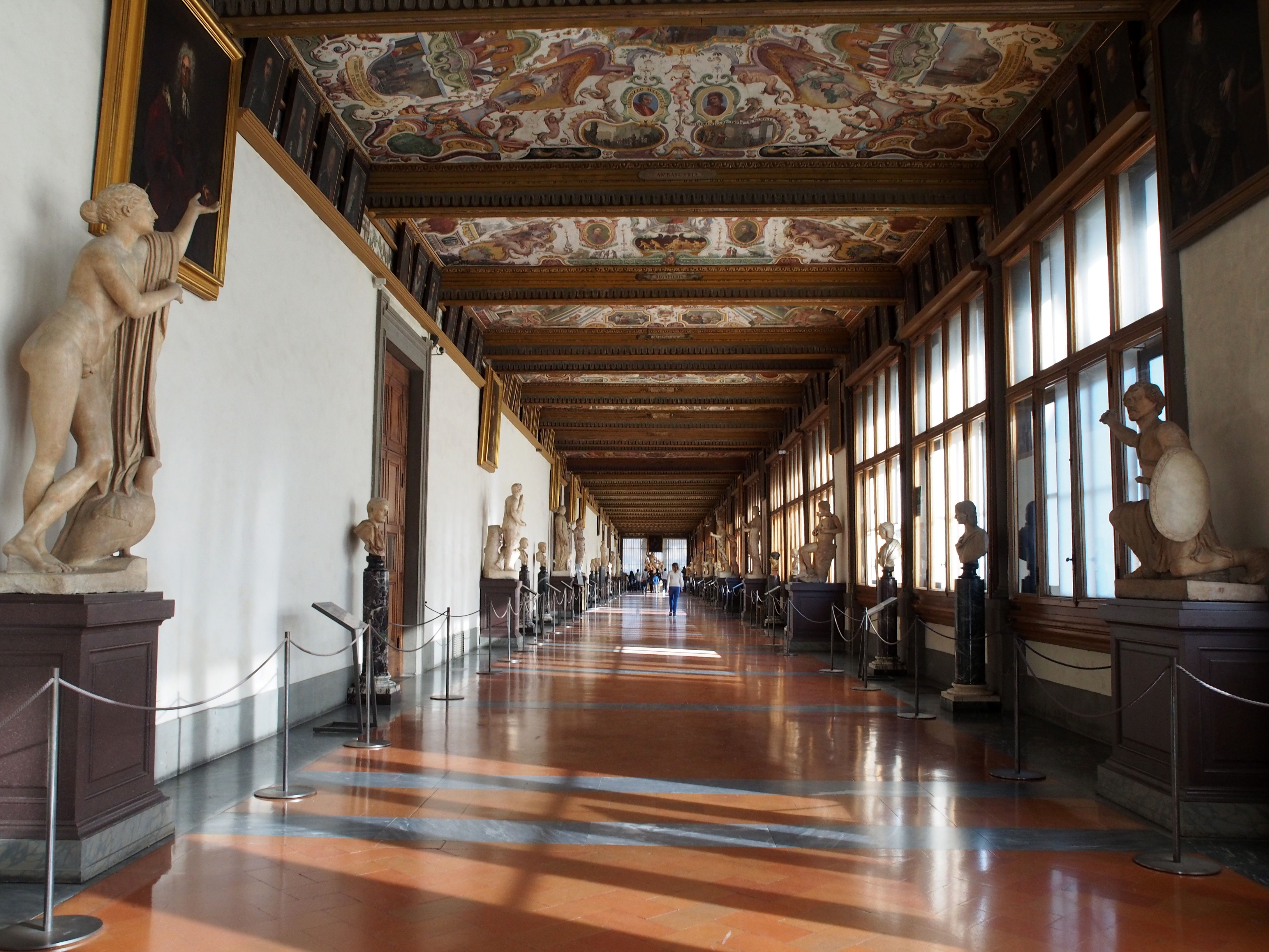
رواق معرض أوفيزي

قد يكون العمل قد دخل مجموعة ميديشي من خلال فيتوريا ديلا روفيري. عند خطوبتها من فرديناندو الثاني دي ميديشي، جلبت كجزء من مهرها العديد من الأعمال الفنية القيمة من مجموعة عائلتها إلى فلورنسا. بين عامي 1663 و1667، تم تسجيل بورتريه ذاتي في مجموعة الكاردينال ليوبولدو دي ميديشي بعنوان "بورتريهات الفنانين المرسومة بأيديهم". هذه المجموعة من الأعمال أصبحت فيما بعد أساس مجموعة البورتريهات الذاتية الشهيرة في غاليريا أوفيزي، والتي تُعتبر اليوم الأكبر والأكثر قيمة من نوعها في العالم.
بينما لا يزال من غير الواضح كيف حصل الكاردينال ليوبولدو دي ميديشي على اللوحة بالضبط، من المحتمل أن تكون هدية من شقيقته، فيتوريا ديلا روفيري. يعتبر المؤرخون الفنيون الآن هذا التفسير أكثر إقناعًا من الفكرة البديلة التي تشير إلى أنه حصل عليها من أكاديمية سان لوكا في روما.
ظهرت البورتري في قائمة جرد عام 1675 لمجموعة الدوق ليوبولدو دي ميديشي الخاصة، وتم إدراجها لاحقًا في قائمة جرد أوفيزي عام 1890.

## التحليل الفني والتأثير الفلمنكي
تم تأكيد نسب اللوحة إلى رافائيل من خلال التحقيقات التي أُجريت في عام 1983 بمناسبة معرض في قصر بيتي للاحتفال بذكرى ميلاد الفنان. باستخدام تقنية التصوير بالانعكاس (reflectography)، قام الباحثون بتحليل الرسومات التحضيرية وتقنيات تطبيق الطلاء، وكشفوا عن عملية رافائيل الدقيقة. استخدم رافائيل طبقات شفافة ومتوهجة من الطلاء فوق خلفية معزولة باللون الأبيض، مما أظهر أسلوبه المتقن في تطبيق الألوان.
تُظهر طريقة الطلاء الشفاف والمتوهج التي استخدمها رافائيل في هذه اللوحة تفاعله مع فنون الرسم الفلمنكية، التي يُعتقد أنها أثرت بشكل كبير على بلاط أوربينو. كان هناك فنانون شمال أوربيون بارزون مثل يوسطوس فان جنت وبدرو بيروجويت، الذين عملوا في أوربينو، وقد قدّموا عناصر من أسلوبهم الفني الذي دمجه رافائيل في أعماله الخاصة.

## الانتهاء والأصالة

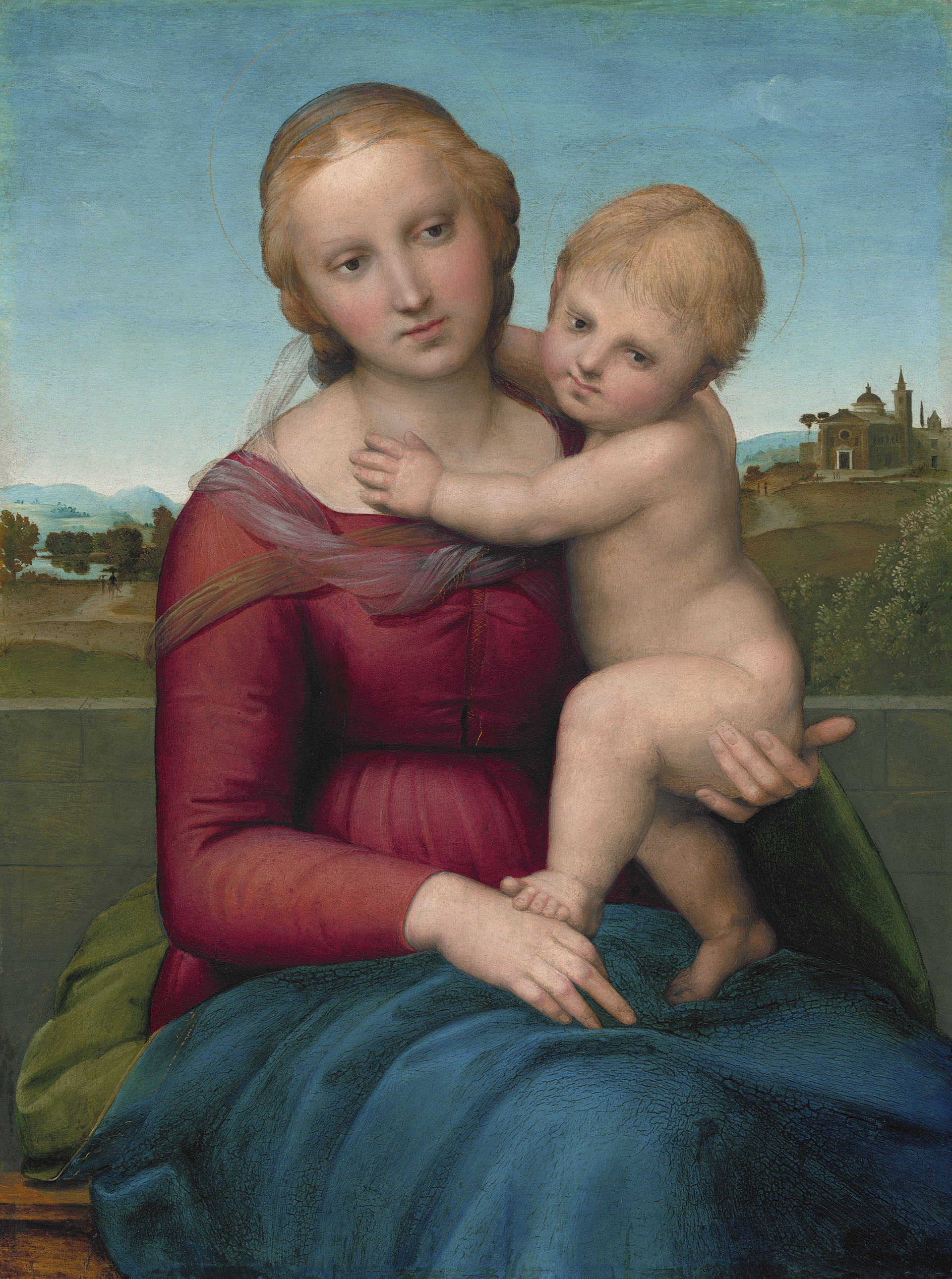
مادونا كوبر الصغيرة (1504-1505)

خضعت الصورة الذاتية لعلاجات ترميم وتحليلات مختبرية، مما ساهم في إثارة النقاشات حول نسب العمل. قبل ترميمها، اعتبر العديد من العلماء العمل نسخة لاحقة لرافائيل كما يظهر في الفسيفساء الجدارية "مدرسة أثينا"